# Bitter Sweet (後藤沙緒里のアルバム)
Biteer Sweet（ビタースイート）は、後藤沙緒里の2枚目のアルバム。2007年3月14日、KONAMIより発売。

## 収録曲
1. ちょっと！
  - 作詞：渡邊亜希子、作曲：川上次郎、編曲：前澤ヒデノリ
2. JUMP
  - 作詞：渡邊亜希子、作曲：市川淳、編曲：山崎淳
3. Shining way
  - 作詞：渡邊亜希子、作曲：川上次郎、編曲：山崎淳
4. 小さな公園
  - 作詞：渡邊亜希子、作曲・編曲：市川淳
5. OSOROI
  - 作詞：渡邊亜希子、作曲：前澤ヒデノリ、編曲：前澤ヒデノリ
6. I'm your lady
  - 作詞：渡邊亜希子、作曲：川上次郎、編曲：山崎淳
7. 1%
  - 作詞：渡邊亜希子、作曲：大内正徳、編曲：前澤ヒデノリ
8. わかんないって？！
  - 作詞：谷亜ヒロコ、作曲：川上次郎、編曲：酒井ミキオ
9. 蝶の螺旋
  - 作詞：渡邊亜希子、作曲：市川淳、編曲：山崎淳
10. 私に愛されている人
  - 作詞：渡邊亜希子、作曲・編曲：市川淳
11. BITTER SWEET
  - 作詞：渡邊亜希子、作曲：市川淳、編曲：前澤ヒデノリ
12. ソラミアゲ
  - 作詞：谷亜ヒロコ、作曲：川上次郎、編曲：山崎淳
13. 最後に
  - 作詞：後藤沙緒里、作曲・編曲：前澤ヒデノリ